# Rijkskweekschool (Drachten)
De voormalige Rijkskweekschool in de Friese plaats Drachten is een in 1923/24 gebouwd schoolgebouw dat is herbestemd tot appartementencomplex voor begeleid wonen 'Torenstate'.

## Geschiedenis
De Rijksdagnormaalschool-Rijkskweekschool voor onderwijzers werd in 1923/24 gebouwd naar een ontwerp van gemeentearchitect A.S. Vellinga. Hij gaf de school de stijlkenmerken van de destijds populaire Amsterdamse School en de art deco. Nog voor de Tweede Wereldoorlog vond een uitbreiding van het gebouw plaats langs de Houtlaan. De oorspronkelijke overhoekse bakstenen hoekpartij, die het meest representatief was voor de expressionistische interbellumarchitectuur, is in 1954 verbouwd.
Ondanks de gewijzigde hoekpartij blijft het gebouw een belangrijk en herkenbaar onderdeel van de bebouwing aan de Torenstraat, vooral door de samenhang met de voormalige Rijkslandbouwwinterschool (1921/22, rijksmonument) en het verenigingsgebouw 'Pro Rege', sinds 2000 Christian Fellowship Drachten (1924/1953, gemeentelijk monument). Mede daarom heeft het pand in 2015 de status van gemeentelijk monument gekregen.
In 1968 veranderden de kweekscholen in de pedagogische academie (PA) waarna het gebouw aan de Torenstraat 14 in de jaren 70 in gebruik werd genomen als kantoor van de dienst gemeentewerken en in de jaren 80 door de Rijks Middelbare Landbouwschool, later AOC Friesland. Nadat AOC Friesland in de jaren 90 besloot al het middelbaar beroepsonderwijs (niveau 3 en 4) te concentreren in Leeuwarden, was het schoolgebouw niet meer als zodanig in gebruik.

### Begeleid wonen

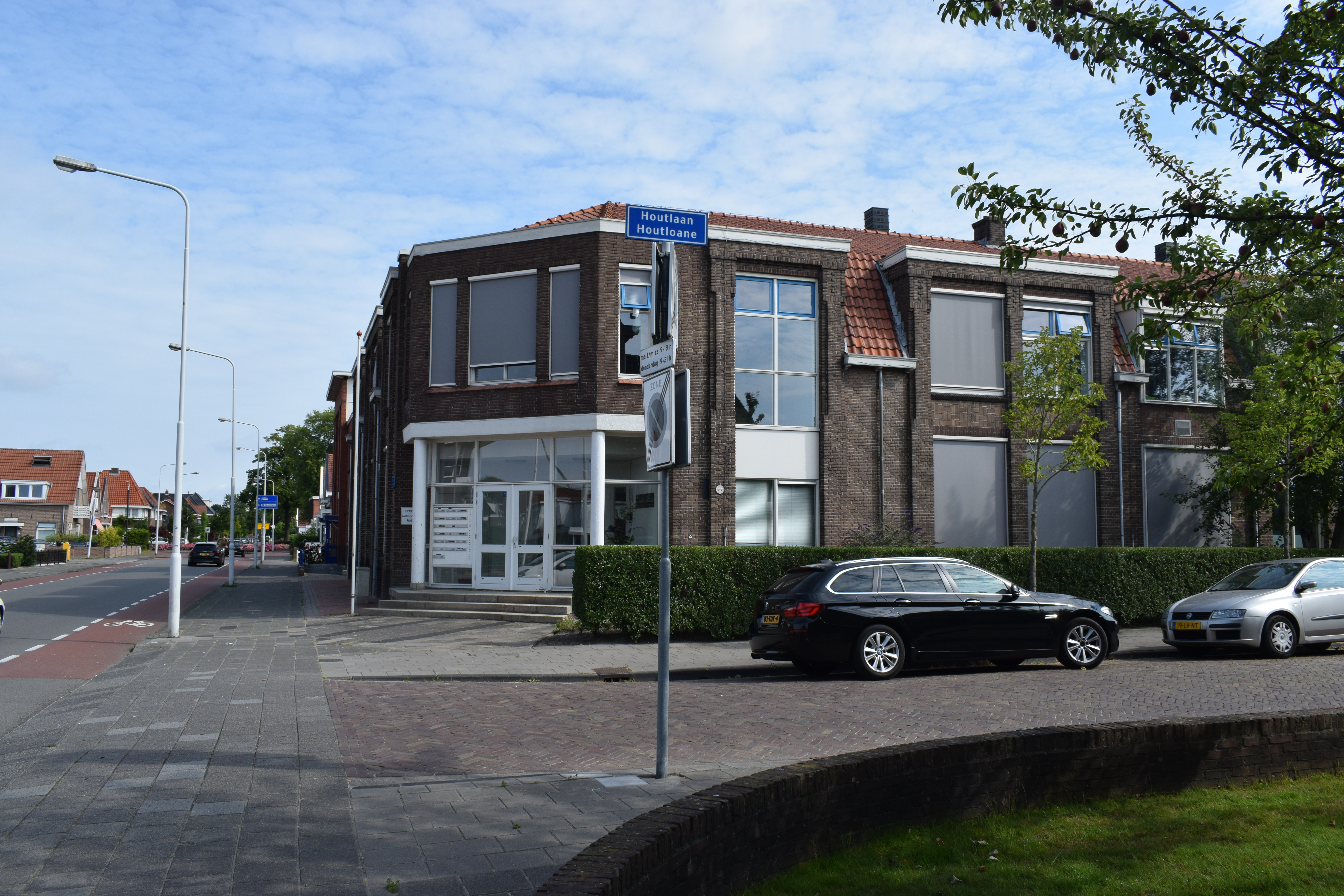
'Torenstate' met in 1954 verbouwde hoekpartij (2018)

In 2014 kreeg het gebouw een nieuwe functie en werd daarom grondig verbouwd met behoud van de gevel en belangrijke bouwkundige details. Er werden zeventien zelfstandige appartementen gerealiseerd voor jongeren en jongvolwassenen met een lichte verstandelijke beperking en ook omvat het complex een gemeenschappelijke ontmoetingsruimte en kantoorruimte voor 24-uurs begeleiding. Expertise- en behandelcentrum Reik (voorheen Tjallingahiem) ondersteunt de bewoners bij het zelfstandig wonen en functioneren.